# Isabella Orsini
Isabella Orsini, nota anche come Isabella de Ligne-La Trémoïlle dopo il matrimonio (Perugia, 2 dicembre 1974), è un'attrice e produttrice cinematografica italiana.

## Biografia
Figlia di un gallerista e di un'impiegata del tribunale, dopo aver conseguito la maturità classica si è laureata in giurisprudenza nella sua città.
Ha studiato sia in Italia che negli Stati Uniti, presso l'Actor's Studio e seguendo corsi di perfezionamento teatrale con Bernard Hill, a Los Angeles.
Oltre che in teatro, ha lavorato nel cinema, dove ha debuttato nel 1998 con il film Bagnomaria, regia di Giorgio Panariello, e in televisione, dove ha partecipato a varie fiction di successo come  Il bello delle donne 2 e 3 (2002-03), i film tv Imperia, la grande cortigiana (2005) e La palestra (2003), entrambi con regia di Pier Francesco Pingitore, le miniserie tv Caterina e le sue figlie (2005), regia di Fabio Jephcott, e L'onore e il rispetto (2007), regia di Salvatore Samperi che l'ha diretta, insieme a Luigi Parisi e Luciano Odorisio, anche nella miniserie Il sangue e la rosa (2008), in onda come le precedenti su Canale 5.
Nel 2009 si è trasferita in Belgio dove ha fondato una casa di produzione cinematografica, la GrapBusters, con la quale produce tanti film indipendenti, tra cui Freaks Out di Gabriele Mainetti, premiato con un David di Donatello come miglior produttore nel 2022.

## Vita privata
Nel settembre del 2009 ha sposato in Belgio il principe Edouard Lamoral de Ligne de La Trémoïlle, da cui ha avuto tre figli.

## Filmografia

### Attrice

#### Cinema
- Bagnomaria, regia di Giorgio Panariello (1999)
- Apri gli occhi e... sogna, regia di Rosario Errico (2002)
- Velocità massima, regia di Daniele Vicari (2002)
- Ricordati di me, regia di Gabriele Muccino (2003)
- Modena Modena, regia di Daniele Malavolta (2003)
- Intrigo a Cuba, regia di Riccardo Leoni (2004)
- Zorba Il Buddha, regia di Lakshen Sucameli (2004)
- 11 settembre 1683, regia di Renzo Martinelli (2012)
- Victor Young Perez, regia di Jacques Ouaniche (2013)

#### Televisione
- Il bello delle donne 2, regia di Gianni Dalla Porta, Luigi Parisi, Maurizio Ponzi e Giovanni Soldati - Serie TV - Canale 5 (2002)
- Il bello delle donne 3, regia di Maurizio Ponzi e Luigi Parisi - Serie TV - Canale 5 (2003)
- La palestra, regia di Pier Francesco Pingitore - Film TV - Canale 5 (2003) - Ruolo: Isabella
- Luisa Sanfelice, regia dei fratelli Taviani - Miniserie TV - Rai Uno (2004)
- Imperia, la grande cortigiana, regia di Pier Francesco Pingitore - Film TV - Canale 5 (2005)
- Caterina e le sue figlie, regia di Fabio Jephcott - Miniserie TV - Canale 5 (2005)
- L'onore e il rispetto, regia di Salvatore Samperi - Serie TV - Canale 5 (2006)
- Il sangue e la rosa, regia di Salvatore Samperi, Luigi Parisi e Luciano Odorisio - Miniserie TV - Canale 5 (2008)

#### Cortometraggi
- Tre bicchieri di cristallo, regia di Alessandro Mistichelli

### Produttrice

#### Cinema
- Il primo re, regia di Matteo Rovere (2019)
- Freaks Out, regia di Gabriele Mainetti (2021)

## Doppiatrici italiane
- Chiara Colizzi in 11 settembre 1683
- Maura Cenciarelli in Il sangue e la rosa
- Francesca Guadagno in Il bello delle donne 2